# Cuon (genre)
Pour les articles homonymes, voir Cuon.
Genre
Cuon est un genre de carnivores caniformes de la famille des Canidae. Il comprend une seule espèce actuelle : le Dhole (C. alpinus).

## Taxinomie
Ce genre a été décrit en 1838 par le naturaliste britannique Brian Houghton Hodgson (1800-1894).
La seule espèce actuelle étant le Dhole, Cuon est souvent considéré comme un genre monotypique. Il comprend toutefois des espèces fossiles.

### Liste des espèces
L'espèce actuelle selon ITIS (20 décembre 2015) et Mammal Species of the World (version 3, 2005)  (20 décembre 2015) est :
- Cuon alpinus (Pallas, 1811) – le Dhole

Les espèces fossiles souvent comptabilisées sont :
- Cuon priscus Thenius, 1954
- Cuon rosi Pons-Moyà & Moyà-Solà, 1978